# Serie 446 de Renfe
La serie 446 de Renfe, junto con la serie 447 de Renfe y los trenes Civia, son un grupo de unidades eléctricas ideadas para ofrecer servicios de cercanías eficaces. Su diseño se empezó a planear a principios de los años 1980 y se materializó en el prototipo de la serie 445 cuando el servicio de cercanías empezó a cobrar gran protagonismo en ciudades como Madrid y las unidades que estaban ofreciendo estos servicios, principalmente unidades de la serie 440, empezaban a ser insuficientes. Ya que se iba a diseñar un tren exclusivo para ofrecer estos servicios se decidió dotarlas de las necesidades exigidas para este servicio, un servicio con múltiples paradas en distancias cortas y un gran trasiego de viajeros. De este modo se les dotó de una gran capacidad de aceleración penalizando la velocidad máxima.
La serie 446, con un diseño muy innovador para los trenes de la Renfe de 1989, ofrece 2400 kW de potencia que permiten una aceleración de 1 m/s² al arrancar pero su velocidad máxima es de 100 km/h. De los 3 coches de que dispone, los dos de los extremos, ambos con cabina de conducción, están motorizados y únicamente el de en medio es un remolque. Cada uno de los coches tiene 3 pares de puertas de doble hoja para una rápida entrada y salida de viajeros. Uno de los grandes inconvenientes de estas unidades, que les ha costado el apodo de dodotis, es que no disponen de aseos en ninguno de los coches.
Exteriormente tienen un diseño similar a la 447 excepto por las letras de la numeración de los coches, ya que en la serie 446 la letra M está en blanco y en la serie 447 esta letra está en color amarillo y en una mayor anchura exterior de 9 cm. Como curiosidad cabe destacar que estas dos unidades han ido cambiando su estética a lo largo de su vida útil, como el giro de la "C" característica del Cercanías en el año 1992 o el cambio del rojo por colores violetas y la aparición de la palabra Renfe tras la segregación con Adif. Aprovechando esos últimos cambios se añadieron también mejoras de seguridad en los sistemas de señalización del cierre de puertas como avisadores sonoros y luminosos. Pueden circular acopladas en servicio normal a unidades de la serie 447 con algunas limitaciones en tracción y freno.
De las 170 unidades entregadas, 12 fueron apartadas o dadas de baja, entre ellas las afectadas en los atentados del 11 de marzo de 2004, aunque algunas de ellas volvieron al servicio.
Actualmente dan servicio únicamente en algunas zonas de España: Se pueden encontrar estas unidades circulando por los núcleos de Madrid, Sevilla, San Sebastián, y Bilbao soliendo hacer sus servicios en líneas en las que la distancia entre estaciones es 1-2 kilómetros e incluso menor, siendo esta una de las causas por las cuales las unidades 446 dejaron de circular en los núcleos de Barcelona, Santander y Valencia (redes de cercanías donde con más frecuencia las estaciones están más separadas, de manera que las 447 y Civias son un material más apropiado para estos núcleos). También llegaron a prestar servicio en el núcleo de Cercanías de Málaga desde 1992 hasta el año 2008. Además de servicios de cercanías, estas unidades realizan servicios regionales en las rutas Madrid - Segovia (Línea 53) y Madrid - Sigüenza, y ocasionalmente realizan la ruta Madrid - Ávila. También se encargan de realizar los servicios de proximidad del Metrotrén de Córdoba (Línea 75).
En marzo de 2021, tras la adjudicación de los 211 nuevos materiales rodantes de Stadler (Serie 453 de Renfe) y Alstom (unos 152 nuevos trenes de Alstom, serie 452 de Renfe), entre el período de 2025 y 2029. En este período, es probable que una parte de las unidades de Renfe 446 sean retiradas según ha dicho un directivo de Renfe con el plan de adquisiciones que "Tras la entrada de trenes, la flota permanecerá estable en Cercanías Madrid [278 trenes], aunque se ganará en capacidad gracias a modelos de 1850 plazas. La serie 446 será retirada y los Civia podrán ser dedicados a otros núcleos de Cercanías".